# مارسيل هنريكي غارسيا ألفيس بيريرا
مارسيل هنريكي غارسيا ألفيس بيريرا (16 أكتوبر 1992 في البرازيل - ) هو لاعب كرة قدم برازيلي في مركز الوسط. لعب مع نادي بوا إيسبورت.

## وصلات خارجية
- مارسيل هنريكي غارسيا ألفيس بيريرا على موقع قاعدة بيانات كرة القدم.إي يو (الإنجليزية)
- مارسيل هنريكي غارسيا ألفيس بيريرا على موقع Soccerway.com (الإنجليزية)